# Мирненское сельское поселение (Хабаровский край)
Мирненское се́льское поселе́ние — муниципальное образование в Хабаровском районе Хабаровского края Российской Федерации. Образовано в 2004 году. 
Административный центр — село Мирное.

## Население
| 2010  | 2011  | 2012  | 2013  | 2014  | 2015  | 2016  |
| ----- | ----- | ----- | ----- | ----- | ----- | ----- |
| 1732  | ↗1738 | ↗1794 | ↗1816 | ↗1903 | ↗2115 | ↗2547 |
| 2017  | 2018  | 2019  | 2020  | 2021  | 2024  | 2025  |
| ↗2902 | ↗3161 | ↗3476 | ↗3548 | ↗4122 | ↗4174 | ↗4278 |

## Населённые пункты
В состав поселения входят 2 населённых пункта:
| № | Населённый пункт | Тип  | Население |
| - | ---------------- | ---- | --------- |
| 1 | Мирное           | село | ↗3715     |
| 2 | Скворцово        | село | ↗407      |